# Yozgat (prowincja)
Yozgat (tur. Yozgat ili) – jedna z 81 prowincji Turcji, znajdująca się w środkowej części kraju.
Od zachodu graniczy z prowincjami Kırıkkale i Kırşehir, od północy z prowincją Çorum, od północnego wschodu z prowincją Tokat, od wschodu z prowincją Sivas, a od południa z prowincjami Kayseri i Nevşehir.
Władzę w prowincji sprawuje deputowany przez turecki rząd.
Powierzchnia prowincji to 14 123 km². Liczba ludności zgodnie z danymi z 2021 roku wynosi 418 500, a gęstość zaludnienia 30 osób/km². Stolicą prowincji jest miasto Yozgat.

## Podział administracyjny
Prowincja Yozgat dzieli się na czternaście dystryktów. Są to:
- Akdağmadeni
- Aydıncık
- Boğazlıyan
- Çandır
- Çayıralan
- Çekerek
- Kadışehri
- Saraykent
- Sarıkaya
- Şefaatli
- Sorgun
- Yenifakılı
- Yerköy
- Yozgat